# Synagoga w Jutrosinie
Synagoga w Jutrosinie – synagoga została wybudowana w 1861. W latach trzydziestych XX wieku była nieużytkowana z powodu małej liczby Żydów w mieście. W 1924 przeszła na własność Magistratu. W 1933 została sprzedana Zarządowi Gmin Żydowskich w Lesznie. W 1937 została odkupiona przez Magistrat. W 1938 Rada Miejska sprzedała bóżnicę Marianowi Schulzowi, ten z kolei sprzedał ją Fabianowi Kowalskiemu. W tym samym roku została rozebrana do fundamentów i na jej miejscu zbudowano kamienicę. Synagoga mieściła się przy dawnej ulicy Porucznika Żwirki, obecnie Podgórnej.